# Distretto di Nakakoma
Il distretto di Nakakoma (中巨摩郡, Nakakoma-gun?) è uno dei distretti della prefettura di Yamanashi, in Giappone.
Attualmente fa parte del distretto la città di Shōwa.
| Controllo di autorità | VIAF (EN) 251173185 · NDL (EN, JA) 00403836 |